# Émeline Bayart
Émeline Bayart est une actrice, chanteuse et metteuse en scène française.

## Biographie
Émeline Bayart intègre le Conservatoire national supérieur d'art dramatique en 2000 après avoir été également reçue la même année en classe libre au Cours Florent. Durant son enfance et son adolescence, elle reçoit une formation musicale au Conservatoire à rayonnement régional de Lille, où elle suit la classe de piano et les cours de chant collectifs.[réf. nécessaire]
En 2012, elle crée D'elle à lui, un récital/spectacle sur le thème du couple. Il est joué au Théâtre du Rond-Point et en tournée en 2016[source insuffisante] et en 2018[source insuffisante]. Émeline Bayart continue de le donner régulièrement, accompagnée par Manuel Peskine au piano, au Kibélé, petite salle de spectacle parisienne.
En 2015, elle joue madame Jourdain dans Le Bourgeois gentilhomme de Molière mis en scène par Denis Podalydès au Théâtre des Bouffes du Nord.
En 2016, elle joue le rôle de Marie-Antoinette dans La Légèreté française de Nicolas Bréhal[source secondaire souhaitée], au Grand Palais (Paris).
En 2017, elle crée un deuxième récital Si j'ose dire pour l'Opéra-Comique.
En 2018, elle tient le rôle-titre du film Bécassine ! de Bruno Podalydès.
La même année, elle joue le rôle de Renée Mercandieu dans Fric-Frac d'Edouard Bourdet mis en scène par Michel Fau, ce qui lui vaut une nomination aux Molières[source secondaire souhaitée].
En 2019, elle joue près de 200 fois les rôles féminins de Tchekhov à la Folie: deux farces de Tchekhov: Une demande en mariage et L'Ours mis en scène par Jean-Louis Benoît au Théâtre de Poche Montparnasse,,
En 2020, elle met en scène On purge Bébé de Feydeau au Théâtre de l'Atelier,,. Elle joue également le rôle de Julie Follavoine, pour lequel elle est nommée aux Molières[source secondaire souhaitée].
Le spectacle sera repris jusqu'en 2022 à Paris[source secondaire souhaitée] et en tournée.

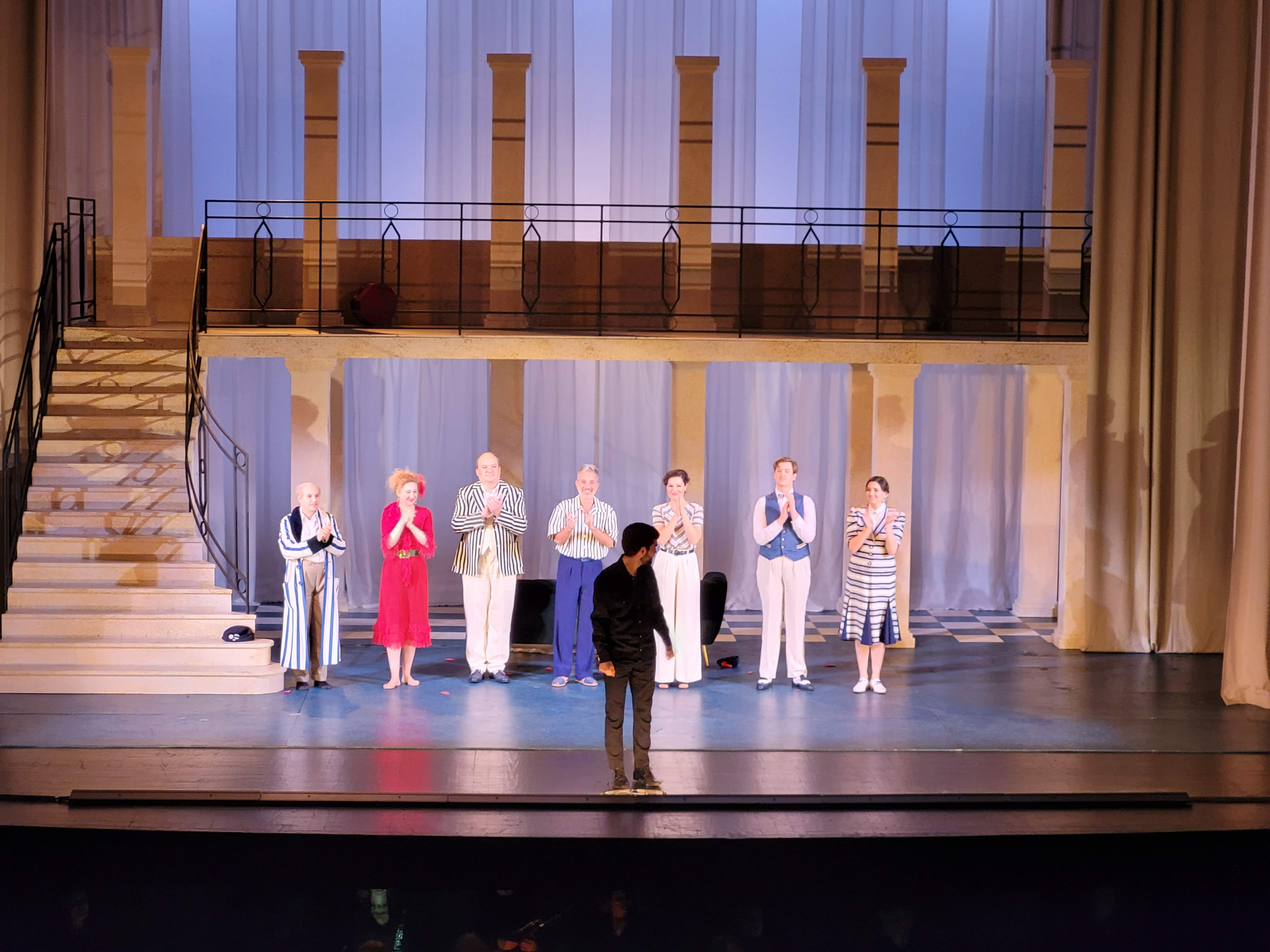
Ô mon bel inconnu à l’opéra de Massy interprété par Marc Labonnette, Clémence Tilquin, Sheva Tehoval, Émeline Bayart, Victor Sicard, Jean-François Novelli et Carl Ghazarossian, direction musicale de Marc Leroy-Calatayud sur une mise en scène d’Émeline Bayart.

En 2022, elle met en scène Ô mon bel inconnu, comédie musicale de Sacha Guitry et Reynaldo Hahn à l'Opéra de Tours puis au Théâtre de l'Athénée à Paris en avril 2023 et en tournée. Elle y tient également le rôle de Félicie créé par Arletty en 1933.
En 2023, elle met en scène La Culotte de Jean Anouilh qu'elle ponctue de chansons au Théâtre de l'Athénée[source secondaire souhaitée]. Elle tient également le rôle d'Ada.
En 2024, elle tient le rôle de Florelle dans la mini-série télévisée Cristóbal Balenciaga et sort son premier album D’elle à lui chez Frémeaux & Associés tout en se produisant de façon hebdomadaire au Théâtre du Ranelagh pour son spectacle Ça ne vaut pas la tour Eiffel[source secondaire nécessaire].

## Théâtre

### Comédienne
- 2003 : L'Endroit du cœur[15] de Philippe Meyer, mise en scène Jean-Claude Penchenat, Théâtre des Abbesses, tournée.
- 2003-2004 : Foi, Amour, Espérance de Ödön von Horváth, mise en scène Cécile Garcia-Fogel, Elisabeth, Théâtre du Peuple, Théâtre de la Colline, tournée.
- 2004-2005 : Musée haut, Musée bas de Jean-Michel Ribes, mise en scène de l'auteur, Théâtre du Rond-Point, tournée.
- 2005 : Le Comte Öderland de Max Frisch, mise en scène de Claude Yersin, Nouveau Théâtre d'Angers.
- 2005-2006 : Le Revizor[16] de Nicolaï Gogol, mise en scène de Christophe Rauck, Anna Andreïevna, Théâtre du Peuple, Théâtre de la Cité internationale, tournée
- 2004-2005 : La Baignoire et les Deux Chaises de quinze auteurs, mise en scène de Gilles Cohen, Théâtre du Rond-Point, tournée.
- 2008 : Les Amoureux de Carlo Goldoni, mise en scène de Gloria Paris, Eugenia, Théâtre du Nord, tournée.
- 2008 : Batailles de Jean-Michel Ribes et Roland Topor, mise en scène Jean-Michel Ribes, Théâtre du Rond-Point, tournée.
- 2009 : La Langue dans le crâne de Bertrand Reynaud, mise en scène de Thierry Poquet, Le Phénix (salle de spectacle), tournée.
- 2009-2010 : La Puce à l'oreille de Georges Feydeau, mise en scène de Paul Golub, Raymonde Chandebise, Théâtre de l'Athénée-Louis-Jouvet, tournée.
- 2011-2012 : Têtes rondes et têtes pointues de Bertolt Brecht, mise en scène de Christophe Rauck, Nanna, Théâtre Gérard-Philipe (Saint-Denis), tournée.
- 2012 : D'elle à lui récital de divers auteurs et compositeurs, mise en scène de Émeline Bayart, Kibélé
- 2012 : Cassé de Rémi de Vos, mise en scène de Christophe Rauck, Cathy, Théâtre Gérard-Philipe (Saint-Denis), tournée.
- 2012-2015 : Le Bourgeois gentilhommede Molière, mise en scène de Denis Podalydès, madame Jourdain Théâtre des Bouffes du Nord, tournée.
- 2013 : Beaucoup de bruit pour rien de William Shakespeare, mise en scène de Clément Poirée, Béatrice, tournée.
- 2014 : D'elle à lui récital de divers auteurs et compositeurs, mise en scène de Émeline Bayart, Théâtre du Bourg-neuf (Festival Off d'Avignon)[17],[18], tournée.
- 2015 : Elvis polyptyque d'Emmanuel Darley, mise en scène de l'auteur et de Gilone Brun, Théâtre du Grand R, tournée.
- 2015-2016 : La Légèreté française de Nicolas Bréhal, mise en scène de Chantal Bronner, Marie-Antoinette, Grand Palais
- 2016 : Anna Karénine de Léon Tolstoï, mise en scène de Gaëtan Vassart, Daria, Théâtre de la Tempête, tournée.
- 2016 : Une laborieuse entreprise de Hanokh Levin , mise en scène de Jean-Romain Vesperini, Leviva, Comédie de Picardie, tournée.
- 2016-2017 : D'elle à lui récital de divers auteurs et compositeurs, mise en scène de Emeline Bayart, Théâtre du Rond-Point, Kibélé, tournée.
- 2017 : Si j'ose dire récital de divers auteurs et compositeurs, mise en scène de Emeline Bayart, Opéra Comique, tournée.
- 2018 : D'elle à lui[19], récital de divers auteurs et compositeurs, mise en scène d'Emeline Bayart, Théâtre du Rond-Point, kibélé, tournée.
- 2018 : Fric-Frac d'Édouard Bourdet, mise en scène Michel Fau, théâtre de Paris
- 2019 : Tchekhov à la folie : L'Ours et Une demande en mariage de Anton Tchekhov, mise en scène Jean-Louis Benoît, Théâtre de Poche Montparnasse
- 2020-2022  : On purge bébé de Georges Feydeau, mise en scène Emeline Bayart, rôle Julie Follavoine théâtre de l'Atelier, tournée
- 2022 : Ô mon bel inconnu de Sacha Guitry et Reynaldo Hahn, mise en scène Emeline Bayart, rôle Félicie, Opéra de Tours, Théâtre de l'Athénée à Paris, tournée
- 2023- 2024 : La Culotte de Jean Anouilh, mise en scène Emeline Bayart,  Théâtre de l'Athénée, Théâtre Montansier, tournée
- 2025 : Tchekhov à la folie : L'Ours et Une demande en mariage de Anton Tchekhov, mise en scène Jean-Louis Benoît, Théâtre de Poche Montparnasse

### Metteuse en scène
- 2015-2016 : D'elle à lui récital/spectacle[20] de divers auteurs et compositeurs, Kibélé, Théâtre du Rond-Point, tournée.
- 2017 : Si j'ose dire récital/spectacle[21] de divers auteurs et compositeurs, Opéra-Comique, Centre Albo'ru de Bastia.
- 2020 : On purge bébé de Georges Feydeau, théâtre de l'Atelier
- 2022 : Ô mon bel inconnu de Sacha Guitry  et Reynaldo Hahn, Théâtre de l'Athénée, opéra de Tours, opéra de Dijon, opéra de Rouen,opéra d'Avignon, opéra de Massy
- 2023- 2024 La Culotte de Jean Anouilh , Théâtre de l'Athénée, Théâtre Montparnasse, tournée

## Filmographie

### Cinéma
- 2002 : Trois zéros de Fabien Onteniente : Sonia
- 2004 : Ma vie en l'air de Rémi Bezançon : l'hôtesse de l'air
- 2007 : Bancs publics (Versailles Rive-Droite) de Bruno Podalydès : Amandine
- 2007 : Musée haut, musée bas de Jean-Michel Ribes : Gisèle Paulin
- 2007 : Le Bal des actrices de Maïwenn : la journaliste de ELLE
- 2009 : Bancs publics (Versailles Rive-Droite) de Bruno Podalydès : Amandine
- 2010 : Les Mythos de Denis Thybaud : Mlle Vanderheyken
- 2010 : Carthasis (court-métrage) : Émeline
- 2011 : Un plan parfait de Pascal Chaumeil : la secrétaire du cabinet dentaire
- 2011 : Populaire de Régis Roinsard : Jacqueline Echard
- 2011 : Au galop de Louis-Do de Lencquesaing : l'agent immobilier
- 2012 : Adieu Berthe de Bruno Podalydès : l'infirmière
- 2014 : Brèves de comptoir de Jean-Michel Ribes : la dame impassible
- 2015 : Microbe et Gasoil de Michel Gondry : la responsable culturelle
- 2018 : Bécassine ! de Bruno Podalydès : Bécassine

### Télévision
- 2009 : Collection Suite noire - Envoyer la Fracture de Claire Devers : l'avocate
- 2010 : La Grève des femmes de Stéphane Kappes : la maire
- 2011 : Rapace de Claire Devers
- 2017 : A Musée Vous, A Musée Moi de Fabrice Maruca : American Gothic
- 2018 : Qu'est-ce qu'on attend pour être heureux ?, série d'Anne Giafferi : Brigitte
- 2019 : Cherif
- 2021 : A Musée Vous, A Musée Moi (3e saison) d'Élisabeth Vigée Le Brun : Marie-Antoinette, reine de France
- 2023 Cristobal Balenciaga (série télévisée) de Aitor Arregi, Jon Garaño et Jose Mari Goenaga

## Radiophonie
- 2014-2016 : 57, rue de Varenne de François Pérache - réalisation Cédric Aussir
- 2017 : Musidora, star du muet de Didier Blonde — réalisation Cédric Aussir
- 2018 : Riquet à la houppe d'Amélie Nothomb — réalisation Juliette Heymann
- 2021 : Louise Weber dite La Goulue de Patrick Pécherot réalisation Baptiste Guiton
- 2022 : Arletty, je suis comme je suis de Patrick Pécherot réalisation Sophie-Aude Picon
- 2024 : Calamity Jane, icône du Far West et femme libre de Patrick Pécherot réalisation Mélanie Péclat

## Distinctions

### Décorations
- Chevalière de l'ordre des Arts et des Lettres

### Récompense
- Prix du syndicat de la critique 2021 : Prix Laurent-Terzieff pour On purge bébé[22]

### Nominations
- Molières 2019 : Molière de la révélation féminine pour Fric-Frac
- Molières 2022 : Molière de la comédienne dans un spectacle de théâtre public pour On purge bébé